# 魍港

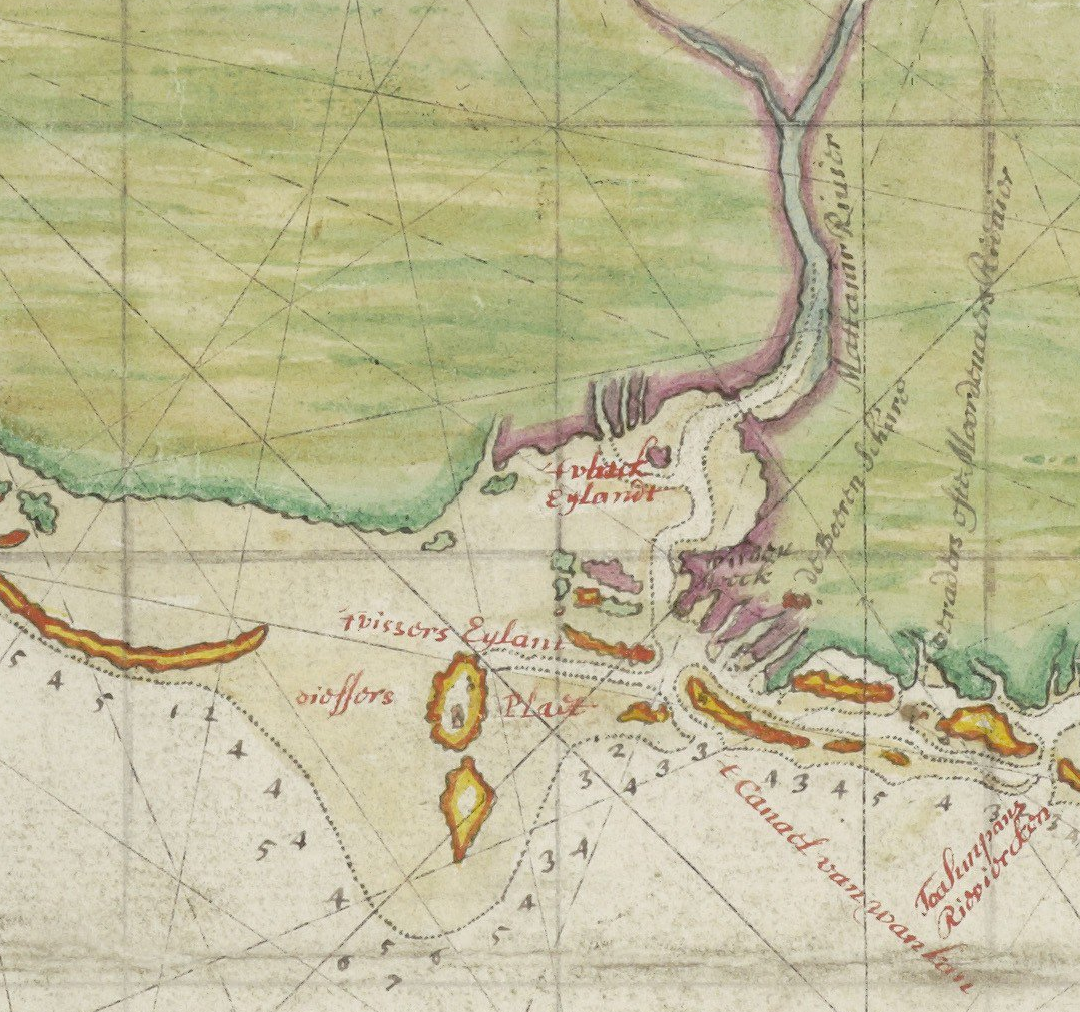
約翰·芬伯翁（Johannes Vingboons）繪的〔17世紀福爾摩沙島與澎湖群島海圖〕局部，魍港形勢圖。

魍港（台灣閩南語：Báng-káng），又名蚊港、莽港、網港，是一個臺灣古地名，為漢人於台灣最早發展的港口聚落之一，魍港為古魍港內海出海口的浮島沙洲，位置在嘉義縣布袋鎮好美里和台南北門一帶，於明末時開始發展，16世紀末至17世紀初有漢人漁夫季節性的前來捕抓烏魚，也有為規避明、日兩國海禁而往其境外的此地交易的漢人與日本海商，也和原住民交易而為貿易港口，偶為留日漢人海賊據為巢穴。台灣荷治時期魍港被記錄為Wankan，1636年因為戰略和商貿位置重要，荷蘭人於此地附近建造菲立辛根堡、清治時在此興建青峰闕砲台。魍港在清治早期之前是台灣重要商港之一，而後因原水道淤積早已沒落，當地所祭拜的布袋魍港太聖宮媽祖神像是台灣最早的媽祖神像之一。

## 港灣形勢

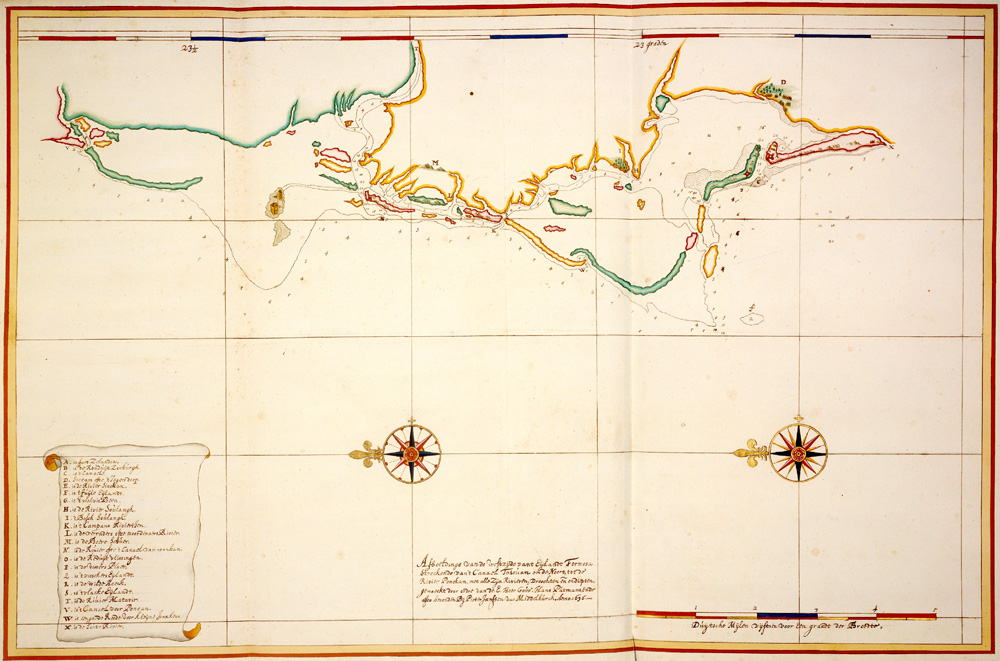
約1636年的〔福爾摩沙島西岸圖〕。圖中顯示古魍港形勢，途中右邊內海是臺江內海，左邊的苯港內海與中央的倒風內海形成「古魍港內海」。

十六世紀古代臺灣西南海域比今日海岸線後靠7-10公里，且沿岸多為濱外沙洲內圍瀉湖，當時沿海有兩處大型潟湖內海，由佳里半島隔開，半島南側是臺江內海，北側為包含倒風內海在內的古魍港內海。在十七世紀以前包含「倒風內海」以北、經過魍港島，延伸到北港溪口的笨港內海，是為廣域的「古魍港內海」，在荷蘭文獻中「古魍港內海」又被記為「魍港灣」，魍港灣區域廣大，當時北港溪從揖子寮（今下揖村、頂揖村、笨港口港口宮一帶）進入海灣內。朴子溪、八掌溪從今日的朴子市入魍港灣，而流經麻豆社的急水溪又稱麻豆溪，亦進入倒風內海，形成魍港灣的一部分，今世這片水域已淤淺成陸，部分尚為魚塭與鹽田。
而坐落於魍港灣出入口的魍港島，其地理格局是凹入西南海岸的一個袋入型海灣，海灣內沙洲縱橫，航道水深平均達2.8到5.6公尺。魍港島位於古魍港內海進出口的浮島沙洲，根據根據荷蘭測量的地圖魍港島與漁夫島（今布袋前東港）南北形成扼守內海的出海口，因此亦是通往靠陸的倒風內海之門戶。因為內海有魍港島和漁夫島有兩條長型沙洲屏障外海強勁浪潮，內海內顯得風平浪靜，成為當時的船舶良港。
魍港島之北是笨港，南邊是馬沙溝和北門嶼，從魍港的船隻可通過馬沙溝水道，進入臺江內海，這條水道直到清初還可以通行。隨著中國明朝中葉沿海走私貿易逐漸興盛，漢人海商、盜匪開始頻繁往來於臺灣海峽，一些雞籠、大員，以及古魍港內海中的魍港、笨港等地區開始出現海商、海盜、漁民活動。古代魍港因為水道較淺，適合海盜船等小型船隻進出，可躲避官方大型船隻的追捕，故受海盜們青睞。

### 命名與位置
關於魍港之名，又有「芒港」、「魍魎港」、「蚊港」、「莽港」、「網港」等別稱。日本學者中村孝志認為魍港之名可能與印尼語或馬來語的有關，該詞意謂中國帆船。學者黃阿有認為當時魍港成為海盜賊窟，因此才有「魍魎港」之名，而簡稱魍港。然而在《大清一統志》之中稱魍港為網港，即「網子」之意。台灣史學者翁佳音考據台灣荷據早期地名，認為台灣多數沿海地名來源都與閩南語相關，而魍港該地本為漁民捕魚之處，因其港口多設網寮捕魚、故稱之為「網港」，後來才轉為同音的「魍」。

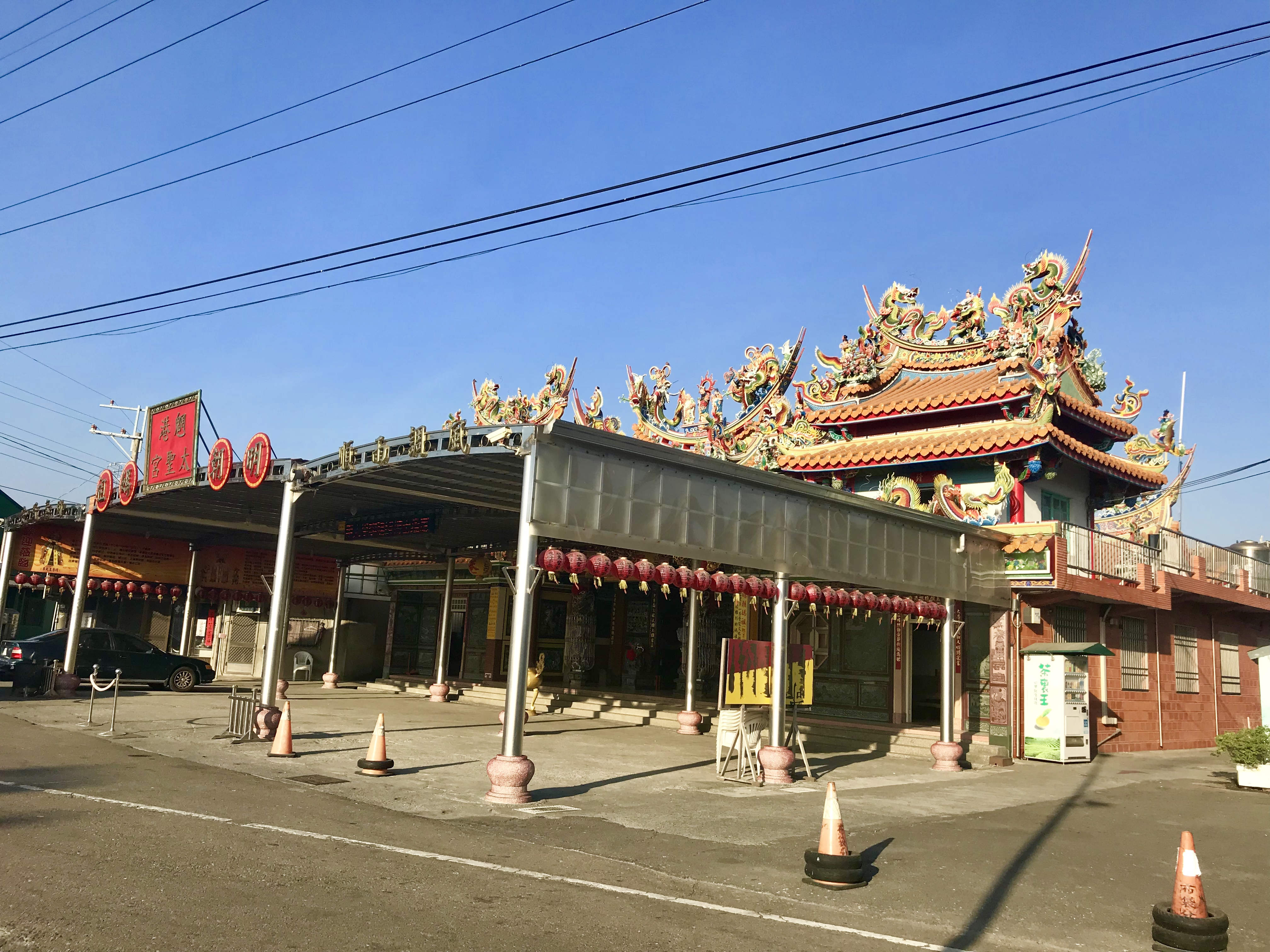
關於魍港準確位置還有爭議，多數學者認為嘉義縣布袋鎮虎尾寮即是魍港、青峰闕所在。圖為位於嘉義布袋虎尾寮的「魍港太聖宮」。

對於古代魍港的位置是今日何處，還有些疑慮。日據時期學者伊能嘉矩因魍港也被稱蚊港，認為就是今雲林縣臺西鄉蚊港。另一位同時期日本學者安倍明義則認為蚊港是嘉義縣東石鄉蚊港，連橫則是認為魍港又名為北港，即古之笨港。戰後的學者們多認為魍港在台南北門區一帶，到了1960年代，臺南文史工作者盧嘉興進行實地勘探與在地訪談，認為魍港是嘉義縣布袋鎮好美里附近，即今日虎尾寮。學者黃明德、蔡隆德透過荷蘭古地圖與衛星定位儀，也認為魍港位置在今布袋鎮虎尾寮。加上虎尾寮該地太聖宮媽祖神像亦被斷定年代是明末神像，當地也流傳荷蘭城舊址的傳說，今日學術界主流多認同魍港在布袋鎮虎尾寮。然而台灣史學者翁佳音持保留意見，還是認為魍港在台南北門區、急水溪（麻豆溪）海口附近一帶，是最符合荷蘭和清代相關文獻記載的。

## 初期發展與海盜據點
早在1573年《明實錄》便提到魍港存在，並提到當時海盜林鳳在明軍剿匪下，率萬人海盜集團往東逃竄至澎湖，幾天後又逃往魍港。林鳳評估魍港海域水淺，大型戰船無法進入，便捨棄大船改以輕舟來躲避明艦追擊，並以魍港為舶地，這是魍港首次出現在歷史上。1574年林鳳再度逃往魍港並劫掠新港社，明軍與台灣原住民合作，大破林鳳部眾。而早些年的海盜林道乾曾在臺灣多地留下蹤跡，其中倒風內海的大圭壁是其主要據點。而1590年代當時古魍港內海不僅是海盜的據點，當時內海水域豐富的漁業資源，也吸引不少中國船隻到澎湖、古魍港內海周遭一帶捕魚，1593年明朝官員就提到當時沿海漁民經常前往澎湖、北港一帶捕魚，每年有數十百艘漁船前往該區。尤其每年冬季的烏魚季節都讓許多中國漁民前來捕魚，後來荷治時期的荷蘭人特地在魍港征收「烏魚稅」，該稅成為重要稅收之一。
魍港亦是古代福建沿海前往臺灣島的必經航路，1617年的張燮《東西洋考》提到前往東番的航道上會先經過澎湖，再航行到魍港。而明末清初的航海書籍《指南正法》也提到澎湖來的船隻可航到魍港，再從這裡分成南北兩個航道，一條往南航向打狗、放索。另一條從魍港往北可航到淡水、圭籠。在1602年陳第隨明將沈有容至東番（台灣）剿倭，並在〈東番記〉紀錄了「魍港、加老灣、大員、堯港、打狗嶼、小淡水、雙溪口、加林、沙巴里、大幫坑」等港口地名以及原住民風俗。
|                    | “東番夷人不知所自始，居彭湖外洋海島中。起魍港、加老灣，歷大員、堯港、打狗嶼、小淡水、雙溪口、加林、沙巴里、大幫坑，皆其居也，斷續凡千餘里。” |
| ——陳第，〈東番記〉 | |

因此學者陳宗仁認為陳第〈東番記〉記敘古代臺灣港口的順序也是依照南北航線來記載，故以魍港和南邊的加老灣為起點。此外，當時漢人來台捕魚也順便帶些貨物轉售給魍港、雞籠、淡水、大員等地的原住民，進行「漢番交易」。魍港當時為倒風內海和古麻豆溪的出海口，鄰近西拉雅族最強大的麻豆社，海商可上溯麻豆溪與該社進行交易，換取鹿皮、鹿肉等商品。
到了1610年代，不僅古魍港內海已是福建漁人的重要漁場，與台灣原住民鹿皮貿易、與日本的「會船點貿易」也相當興盛。甚至漢人以捕魚為名，遠赴日本進行走私貿易。明朝官方為了控管走私，要求漁船去臺灣需有船引許可。隨著日本民間本土對舶來品需求大增，日中貿易儘管進行走私管制，日本海商南下與漢人海商交易，雙方把交易點轉移至魍港內海北邊的北港，進行「會船點貿易」。興盛的貿易，使得當時一度以北港作為臺灣島之名，連帶內海南側的魍港也為知名，《指南正法》所載：「蚊港（魍港）亦叫臺灣，係是北港」。日本德川幕府為了想加強對華貿易，在1616年讓村山秋安率領艦隊窺視臺灣島西北部沿海，這引起明將韓仲雍、沈有容警告日人不准佔據東番。

### 顏思齊與鄭芝龍開發

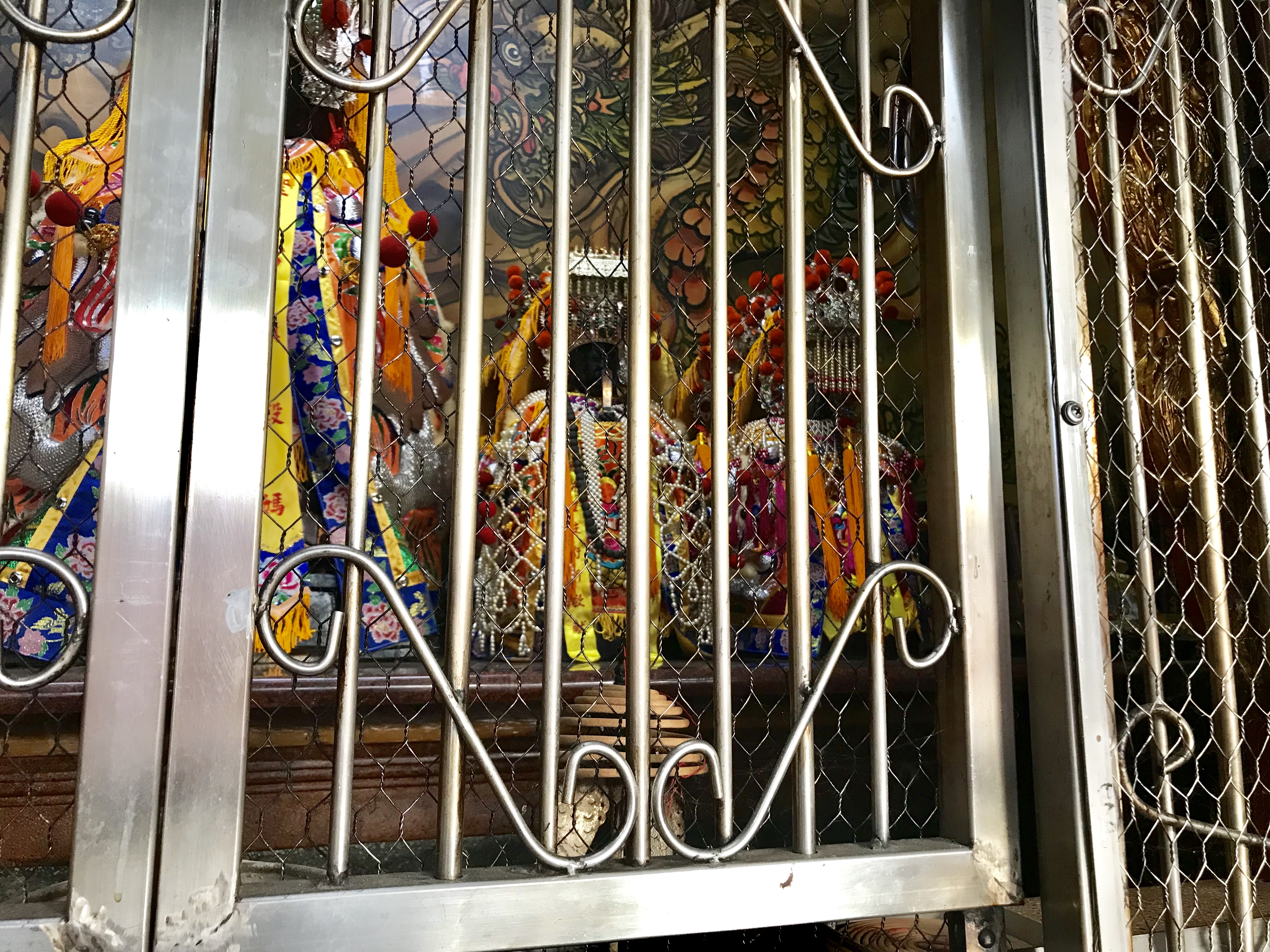
「布袋魍港太聖宮媽祖神像」具有明代風格，其年代推論為明末清初，被認為是顏、鄭開墾魍港時期從大陸攜來。

原先魍港在16世紀末–17世紀初就已有不少漢人漁夫在魍港海域季節性的往捕烏魚，漢人也在魍港與日人進行走私貿易，亦是與原住民貿易的商貿港，更是澎湖水道的必經之地。根據現代雲嘉一帶考古發現以及荷蘭文獻顯示，除了近山區的諸羅山社和打貓社，在雲嘉濱海平原地區幾乎無原住民番社，也因此讓漢人可以在麻豆社和虎尾壠社之間廣大的沿海平原一帶展開發展。在1621年或1624年，根據《臺灣外記》記載，顏思齊率領十三艘大船隻從日本退到臺灣沿海聚眾巢居，開始在海上從事經商與劫掠，聲勢逐漸擴大。關於顏思齊在台灣登陸巢居的地點，一說是在今北港，這主要來自連橫《台灣通史》提到：「航行八日夜，至臺灣。入北港，築寨以居，鎮撫土番，分汛所部耕獵」，認為北港即苯港北港，今日北港鎮、水林鄉一帶流傳顏思齊在當地建立「十寨」的傳說。然而台灣史學界普遍認為連橫的說法並不正確，清初《讀史方輿紀要》中提到的北港在澎湖的東南方，因此該港口應該是南邊的魍港一地。儘管荷治文書和地圖上，魍港（Wanckan）和笨港（Poonkan）是相鄰兩地但不同的地方，但早期開墾的諸羅外九庄也多落在魍港周遭，現代學者黃明德、蔡隆德在今布袋鎮虎尾寮曾經採集到當地傳說「顏思齊一夥行船過青峰闕，從魍港登陸」，因此顏思齊的大本營很可能是在魍港。
顏思齊當時與另一股武裝海商勢力李旦是合作關係，顏思齊並透過李旦與荷蘭東印度公司建立合作，隨著1624年荷蘭人準備從澎湖退入台灣島上的大員，已經在魍港建立據點的顏思齊還把自身一艘船艦租給荷蘭東印度公司，幫忙他們撤離。而當荷蘭人在大員建造據點城堡時，他們向魍港採購大量紅磚石和石灰，作家楊渡認為之前顏思齊在魍港一帶建設營寨和聚落，因此不僅有足夠的窯磚和石灰工人供自己建設，還可外銷於荷蘭人在大員的建設。在荷蘭人來到大員前幾年，其勢力還尚未控制魍港地區或鄰近的新港社，荷蘭首位臺灣長官馬丁努斯·宋克的書信提到，當時李旦和顏思齊有數百人，他們的勢力在大員北方一帶，從事劫掠的工作。魍港並不在大員的統治下，李旦和顏思齊的海商集團儘管掛著荷蘭旗與荷蘭人一同打劫西班牙的商船，然而他們的船隊還在魍港、海豐港、二林港一帶偷偷打劫來往大員的商船，而荷蘭的船隻來到魍港地帶時，荷蘭人還曾遭到魍港居民襲擊，可見兩地並不是那麼友善。荷蘭人在大員建立政權後，不少漢人為了避開荷蘭人的課稅與貿易限制，改往魍港進行貿易。
1625年8月李旦因病過世，顏思齊接替李旦在台灣的業務，然而同年10月顏思齊在嘉義山區打獵時染病，隨即過世。部下們推舉能力出眾的鄭芝龍來領導幫眾，繼承了顏思齊多數遺產。鄭芝龍繼續沿著魍港內海周遭往內陸開墾，另一方面他維持與荷蘭人的合作，繼續掛著荷蘭旗幟進行打劫，其艦隊規模逐漸從接手時的20艘增至40餘艘。1626年下半年鄭芝龍的劫掠活動開始脫離荷蘭人的旗幟，自立門戶，其活動範圍也擴大至中國大陸沿海。1627年時其艦隊規模迅速增至400艘，不分區別對來往船隻進行劫掠和保護費，不僅明朝不堪其擾，荷蘭人也深受其害。
1628年鄭芝龍接受明朝福建巡撫熊文燦招安後任官海防游擊，但他此時仍經常來往台海之間，未完全離開魍港地區，甚至鄭芝龍在熊文燦的許可下，大舉招募數萬福建漢人饑民，透過海船運到魍港內陸開墾，鄭芝龍不僅提供墾戶資金，並讓墾戶三戶共用一牛，且頭三年免除稅金的優惠鼓勵漢人來台，在魍港內海周遭及八掌溪一帶分別建立大奎璧庄、井水港庄（今鹽水區汫水里）、下茄苳庄、鹿仔草庄、龜佛山庄、南勢竹庄、龜仔港庄、槺榔庄（大槺榔、小槺榔）、大坵田庄共九個聚落，這些聚落後來被稱之為諸羅外九庄，這些庄園成為鄭氏私人的產業。

## 荷治時期

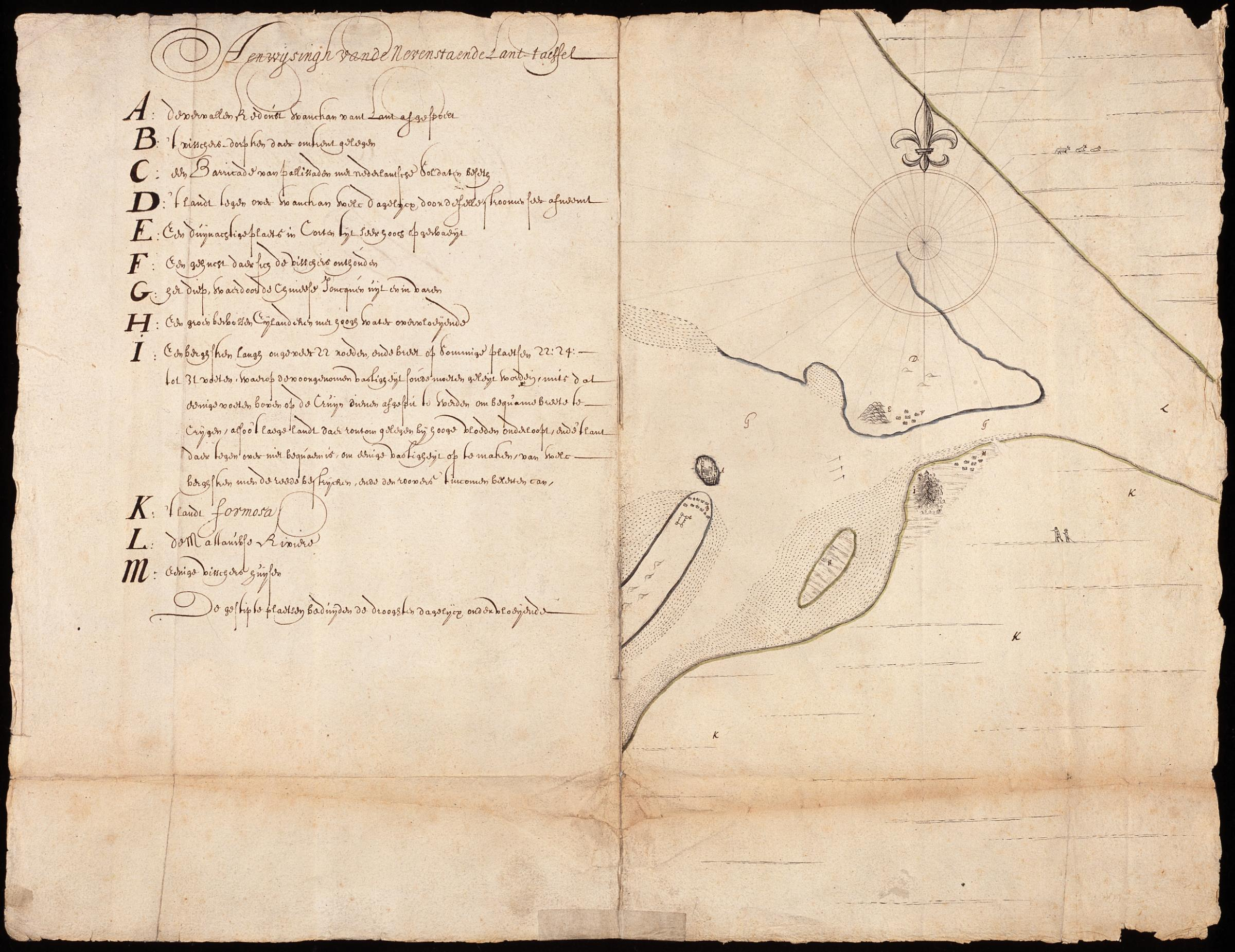
約1644年〔魍港實況圖〕。圖中標示A為已被侵蝕的舊堡，標示I為的小丘是新堡建議位置，標示C為荷蘭駐軍營地，圖中標示G為「中國戎克船的水道」、圖中標示F為「漁夫居留的村子」、圖中標示M為「有些漁夫的房舍」、圖中標示E為沙丘

荷蘭東印度公司退入大員後，對於以魍港為據點的海盜，認為他們的打劫行為嚴重威脅到海上貿易，但此時尚未掌握魍港。在1625年荷蘭中式船隻追擊漢人海盜進入魍港地區，發現麻豆社不僅和魍港海盜勾結，和讓漢人海盜住在番社裡，荷蘭的船隻最終被麻豆的漢人海盜擊退。荷蘭人在1626年公告對於在大員居住或與想在大員鄰近番社貿易的漢人都需要向公司申請居留證，來便於控管。隨著鄭芝龍被明朝招安後重心轉移，大本營從魍港轉移至福建安海鎮，而荷蘭人也趁機把勢力深入魍港、笨港。1633年，荷蘭大員當局決議剷除魍港至鹿港之間的海盜窩點。1634年，漢人海盜劉香率艦隊企圖進入魍港修整，被荷蘭人拒絕後，劉香入侵大員並遭到擊敗，此後魍港海域海盜勢力大幅削減。
魍港一帶本是麻豆社傳統社域，屬於魍港貿易圈。隨著荷蘭人1634年在魍港建立石灰廠，採集貝殼製造石灰，招引大批漢人工人進入魍港。1634年末、1635年初麻豆社的原住民人開始襲擊在魍港燒石灰的漢人工人及漁夫，使得荷蘭人在1635年發動麻豆社之役，順便一同報復麻豆社事件慘案，這場軍事行動成功讓麻豆社投降，確保了魍港一帶的安寧。而荷蘭為了大船追剿海盜方便，把原來的魍港水道入口從原先的7、8荷蘭呎挖深到13荷蘭呎，比大員水道還深2荷蘭呎，加上從魍港內海往臺江內海的水道較深，進入臺江內海容易。福爾摩沙長官漢斯·普特曼斯擔心漢人、葡萄牙人或日本人占據魍港要地並建造要塞，將威脅荷蘭對臺灣南部的統治，他奏請巴達維亞總部於魍港建立要塞，選定在進入魍港內海的水道狹隘處，於一小丘上建址，該處甚至用步槍都可以射到來往船隻。1636年荷蘭人在魍港建立碉堡，並命名為「菲立辛根堡」，並派荷蘭士兵20餘人駐防，據此作為統治北陸沿海一帶領域的軍事要塞。菲立辛根堡於1636年底於一個小沙洲島建蓋完成，該地理位置經常受海水的沖蝕。而於1644年堡壘被海水侵蝕而須放棄。當年秋天荷蘭土地測量員S.J. Domckens重新測量，繪成〔魍港實況圖〕。荷蘭人決定另築一個新堡壘，將新菲力辛根堡改建在東邊更接近海邊結實土地之區域上，並在對岸增設一砲台，以加強對魍港水道的掌控。新堡與舊堡樣式有些差別，新堡是方形稜堡（Reduit），於1647年完成砦堡的防禦工事。然而，儘管荷蘭加強新堡對海侵的半月形防禦工程，但無法仍抵擋海水侵蝕，在1657年對新堡的受損評估中，公司認為再投入資金也無法維護菲立辛根堡而放棄。
對於從事漁業的魍港漢人，荷蘭東印度公司在1637年於該地設置徵稅所，對鹿皮和烏魚征收什一稅，確保來台收購鹿皮等的船隻都去大員和魍港交過稅。又因為魍港的牡蠣殼是荷蘭人鋪設道路的建材之一，也是燒石灰的重要原料，1634年為了因應建設殖民地的需要，荷蘭人在魍港建立石灰廠。隨著1639年興建熱蘭遮城，魍港的石灰輸出到大員的產量達到了一波高潮，而荷蘭東印度公司對石灰業安全的重視，也是促成興建菲力辛根堡和對麻豆社、虎尾壠社用兵的原因之一。魍港的石灰產業不僅給公司帶來獲利，還發展出不同應用的石灰產品，魍港石灰一直到荷治末期都有生產。
此外，魍港不僅是漢人據點，提供足夠的勞動力，其周遭沿岸還有些森林，擁有優質的木材資源，因此在當時魍港是一處良好的船隻維修場所。當貿易來往船隻受損或出現結構問題，會進入魍港進行修整，1634年海盜劉香就是以船隻維修為由企圖進入魍港。然而因為魍港沙洲一地是沿海沙洲水道，缺乏足夠耕地，多由大員一地提供糧食和日常生活用品，但這不影響魍港當時的重要地位。從荷蘭東印度公司正式記錄《熱蘭遮城日誌》中，顯示魍港的船隻頻繁來往大員之間，其中鹿皮是魍港最大宗出口商品，在1635年運往大員的鹿皮即有一萬張。

### 明鄭時期
魍港一帶地區曾為鄭芝龍勢力範圍，在荷蘭統治魍港之後，鄭氏集團仍對該地有影響力，鄭成功並持續派官吏年年向魍港漢人收稅，直到1651年才被荷蘭人發現而中斷。在荷據末年，島上流言鄭成功將會入侵，傳言會從魍港登陸。也因為魍港一帶曾是鄭芝龍管控區域，當1661年鄭成功進軍臺灣，就以全島土地是父親借給荷蘭人為由，向荷蘭東印度公司索取全島領土。根據楊英《從征實錄》提到，鄭成功在包圍熱蘭遮城時期間曾北上安撫原住民新港、麻豆等四社，並前往蚊港（魍港）審視當地形勢，確認該地產業。自明鄭開始，蚊港一詞逐漸取代原有的「魍港」，成為通用名稱，在各級文獻和方志均寫成「蚊港」，其閩南語發音與「魍港」一致。
明鄭大規模在倒風內海周邊展開屯田，這些新興開墾區吸引大量漢人耕種，並進一步形成街庄，內海港口如鹽水港、鐵線橋、茅港尾也紛紛興起。然而蚊港一帶沙汕卻因為屬於鹽鹼地，不利於農業開發，蚊港因此未有進一步發展，僅是漁港規模，同時也無法聚集足夠人口而未能建立起街庄。

## 衰落

### 清代與之後
到了清治時期蚊港依舊是急水溪、八掌溪、牛朝溪等總出海口，是扼要之地，港外南北有二鯤身沙線屏障，清初之時蚊港仍是海防重地。魍港的菲力辛根堡所在的位置，在清代以後又名「青峰闕」、「輕風隙」。「輕風隙」之名即是「衝風隙」，因臺灣冬季盛行東北季風，當漁民從外海進入蚊港水道時逆風難行，漁民須趁著季風吹拂間隙時迅速進入，故為「衝風隙」。又一說當地人因蚊港的二小丘之上青籠成峰，中有闕口，故稱「青峰闕」，俗稱「青峰關」或「青龍關」。從青峰闕入港可以等待冬季季風轉弱，在白天海風顯著時進入，或趁著大潮時進入。清朝在菲力辛根堡舊址的小丘上重新築了青峰闕砲台，該砲台是最佳的防守要塞之地，於此處設有水師蚊港汛。康熙二十三年（1684年）水師汛塘依照鄭氏王朝部署，駐防於魍港內海的大線頭汛和蚊港汛，並共計駐有150名水師士兵、2艘戰船。隨著大線頭港口淤淺，於康熙四十五年（1706年）合併大線頭汛至蚊港汛。到了雍正十一年（1733年），蚊港汛為駐軍99人、4艘戰船，並防區包含周遭的馬沙溝和青鯤鯓、北門嶼。
隨著倒風內海諸港逐漸興盛，船隻又從蚊港進入後，可航向內海的鹽水港、汫水港，更可往內海深處的鐵線橋、茅港尾、麻豆港，因冬季入這些港口時再度逆風，而被稱為倒風港。蚊港內海的諸港，如猴樹港、冬港、倒風內海的鐵線橋港、茅港尾港、鹽水港、汫水港、麻豆港皆為蚊港所控。然而蚊港本是沙洲不利形成街市，隨著周遭內陸聚落人口逐漸興起，漸漸失去商業地位，加上台灣西南部梅花鹿逐漸捕盡，鹿場也被開闢成為田園，斗六門以南鹿群絕跡，連帶影響蚊港的鹿皮出口。至雍正年間隨著笨港和倒風內海諸港興起，腹地開發漸趨成熟，又盛產蔗糖和稻穀，內海港口發展迅速，蚊港地位逐漸被笨港和鹽水港取代，鹽水港也成為倒風內海最大的港街，蚊港逐步沒落。到了十九世紀中葉，蚊港已很少在文獻上出現，不僅軍事地位逐漸下降，蚊港汛的駐軍也逐漸被裁，1869年裁兵時蚊港汛僅剩38兵員，光緒時期台灣兵員繼續減額，1882年時蚊港汛僅剩8人。到了清末，蚊港已經徹底喪失軍事地位，被鄰近繁榮的布袋嘴所取代，1895年乙未戰爭日軍三路攻台，其中一路就從布袋嘴登陸。

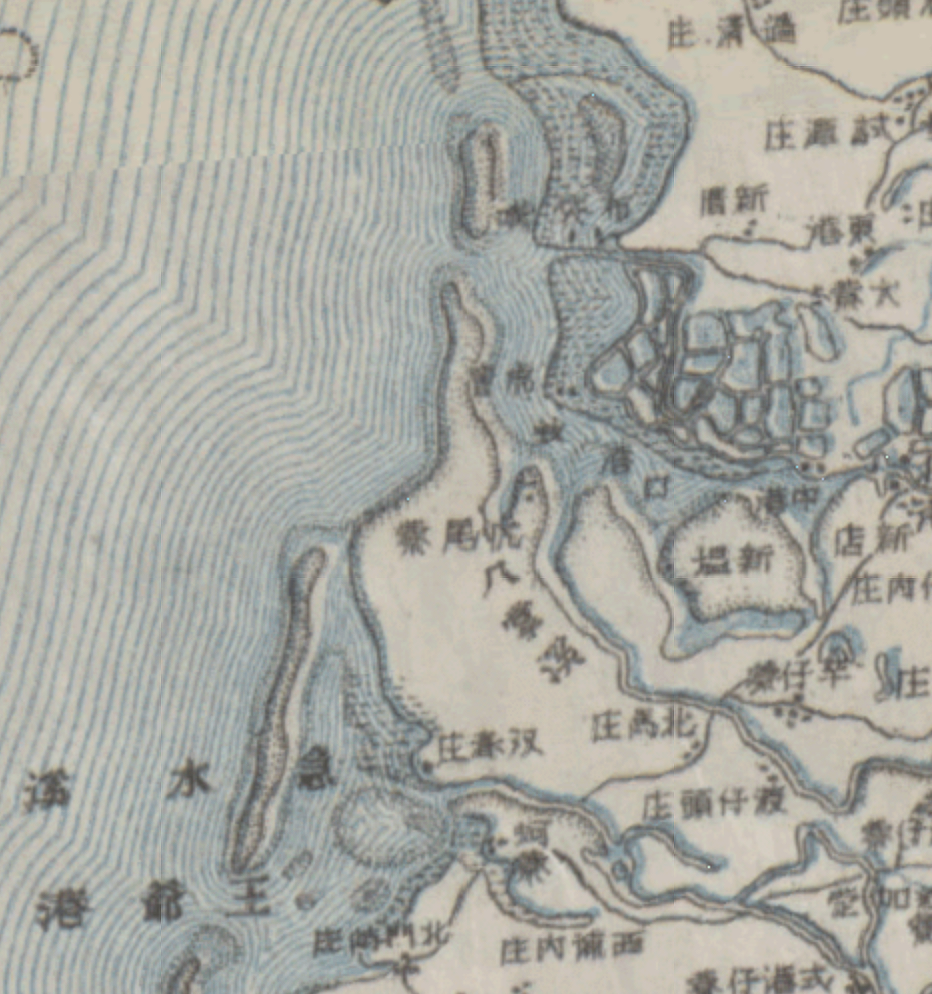
1899年的古八掌溪河口局部圖，蚊港與虎尾寮形勢，當時古八掌溪從虎尾寮北邊（今龍宮溪）入海。

1955年臺南文史工作者盧嘉興在新塭和虎尾寮訪談鄉老時，兩地鄉老都說明蚊港就是虎尾寮，其名乃因所在之沙洲之南，狀似虎尾而得這土名。1961年，盧嘉興與臺南縣文獻委員會吳新榮、賴建銘一同前去新塭、虎尾寮地區調查，新塭鄉老提到虎尾寮南方有一小丘，為虎尾寮山（今布袋鎮第十二公墓），小丘上有軍事故壘遺址，相傳是荷蘭人所建，周遭還有荷蘭番墓。虎尾寮鄉老進一步提到，昔日蚊港依港道分為東西兩部，東邊為虎尾寮，為一漁港。西邊稱之為茄萣頭，昔時行郊林立。但隨著蚊港機能喪失後，茄萣頭行郊相繼他遷，大部遷徙至麻豆，蚊港因此一蹶不振。鄉老又提到昔日蚊港汛還設有望高樓，位置在虎尾寮國民學校（今好美國民小學）。盧嘉興等人到虎尾寮山察看故壘遺址，為方型遺址，長約230餘公尺，寬約200公尺，其四方土堤高約1.5公尺，中間平坦，古時有一古井，鄉老云舊時虎尾寮村民都從該井取水。經過實地調查，盧嘉興認為《諸羅縣誌》所記青峯闕關砲臺制略如城，中有井相吻合。因此推定虎尾寮為昔時之蚊港，而虎尾寮山之遺址為荷蘭人所築之青峯闕砲臺故址。這個推定獲得今日多數學者採納。

#### 魍港太聖宮媽祖神像
在今日布袋鎮美好里虎尾寮當地父老流傳該地是蚊港青峰闕舊址，當地太聖宮媽祖神像經過中華民國教育部考證為明末清初之時，於2019年獲得文化部「國家重要古物」授證，有著近四百年歷史，是台灣現今已認證的最古的媽祖神像。這尊媽祖神像又被稱之為「魍港媽」或「蚊港媽」，在虎尾寮南方「虎尾寮山」，又稱「林投山」，為青峰闕所在。根據盧嘉興田野調查，當地傳說媽祖神像在清代原本奉祀於青峰闕砲台旁的舊「太聖宮」，當地又俗稱「聖母廟」，後因1934年大雨讓八掌溪改道，洪水沖毀媽祖廟，神像幸運地被村民搶救下來。媽祖神像這段期間轉成民間輪流奉祀，後來於今址立了小竹堂，到了1969年村民重新為媽祖神像興建廟宇為太聖宮。學者石萬壽等人考證，認為太聖宮是古代魍港「天妃宮」前身，可能是鄭芝龍時代來台時於魍港興廟供奉，與澎湖天后宮同為台澎一地最早的媽祖廟。古魍港天后宮因受洪水摧毀，神像便被改祀於青峰闕旁。因青峰闕為古代官府的軍事要地，是蚊港汛所在，媽祖像因此又被當地稱之為「衙門媽」。鄭芝龍開墾外九庄之中的大奎壁庄（今水上鄉）、井水港庄及下茄苳庄，當地相傳這三庄民眾都曾至青峰闕旁祭祀「魍港媽」的舊「太聖宮」祀迎香火祭祀，因此這三庄的媽祖神像與太聖宮所祭祀的魍港媽有許多相似之處，再進一步強化「魍港媽」的古老地位。學者林美容指出，很多香火的故事就是在敘述歷史的起源，與其正當性及正統都有關連性，然而因太聖宮建廟歷史起源尚未有史料記載或其他文物佐證，導致其未受足夠重視。

## 註腳
1. ↑  陳宗仁，2022，第211頁
2. ↑  林玉茹，〈番漢勢力交替下港口市街的變遷：以麻豆港為例（1624-1895）〉，第3頁
3. 1 2  黃阿有，〈顏思齊鄭芝龍入墾臺灣研究〉，第106頁
4. ↑  黃明德，蔡隆德，〈古魍港尋跡〉，第323-343頁
5. ↑  陳宗仁，2022，第203頁
6. ↑  陳岫傑，《臺南縣倒風內海人境化之研究（1624-1911）》，第37頁
7. ↑  鄭維中，2021，第47頁
8. ↑  陳宗仁，2022，第199頁
9. 1 2  黃阿有，〈顏思齊鄭芝龍入墾臺灣研究〉，第107頁
10. ↑  徐曉望，〈早期臺灣祕史： 論晚明海寇林道乾在臺灣的活動〉，第12頁
11. ↑  黃阿有，〈顏思齊鄭芝龍入墾臺灣研究〉，第105頁
12. ↑  李典榮. . 《聯合新聞網／國立臺灣歷史博物館》.   [2024-03-26]. （原始内容存档于2024-03-26） （中文（臺灣））.
13. ↑  翁佳音，《近代初期臺灣的海與事》，第202頁
14. 1 2  蔡正華，《布袋港港口機能與地方發展關係之研究》，第37頁
15. ↑  翁佳音，《近代初期臺灣的海與事》，第201頁
16. ↑  徐曉望，〈早期臺灣祕史： 論晚明海寇林道乾在臺灣的活動〉，第20頁
17. ↑  黃阿有，〈顏思齊鄭芝龍入墾臺灣研究〉，第115頁
18. ↑  邱志仁，《從「海賊窟」到「小上海」：布袋沿海地區經濟活動之變遷（約1560-1950）》，第54頁
19. ↑  陳宗仁，2022，第212頁
20. ↑  劉益昌，2011，第25頁
21. ↑  陳宗仁，2022，第219頁
22. ↑  吳立宣，《承繼還是變革？：荷鄭時期臺灣島統治策略與財稅制度的演化過程》，第63頁
23. ↑  陳宗仁，2003，第252頁
24. ↑  陳宗仁，2003，第253頁
25. ↑  邱志仁，《從「海賊窟」到「小上海」：布袋沿海地區經濟活動之變遷（約1560-1950）》，第50頁
26. ↑  陳宗仁，2022，第207頁
27. ↑  陳宗仁，2003，第254頁
28. 1 2  林玉茹，〈番漢勢力交替下港口市街的變遷：以麻豆港為例（1624-1895）〉，第4頁
29. ↑  黃阿有，〈顏思齊鄭芝龍入墾臺灣研究〉，第112頁
30. ↑  楊渡，《1624，顏思齊與大航海時代》，第177頁
31. ↑  楊渡，《1624，顏思齊與大航海時代》，第185頁
32. ↑  楊渡，《1624，顏思齊與大航海時代》，第186頁
33. 1 2  楊渡，《1624，顏思齊與大航海時代》，第200頁
34. ↑  楊渡，《1624，顏思齊與大航海時代》，第214頁
35. ↑  楊渡，《1624，顏思齊與大航海時代》，第220頁
36. 1 2  石萬壽，〈鄭氏三世建置媽祖廟新探〉，第63頁
37. ↑  韓家寶，〈荷蘭東印度公司與中國人在大員. 一帶的經濟關係(1625-1640)〉，第136頁
38. ↑  楊渡，《1624，顏思齊與大航海時代》，第224頁
39. ↑  韓家寶，〈荷蘭東印度公司與中國人在大員. 一帶的經濟關係(1625-1640)〉，第140頁
40. 1 2  黃阿有，〈顏思齊鄭芝龍入墾臺灣研究〉，第110頁
41. ↑  陳淳斌，王明燦，《嘉義縣志‧卷四‧政事志》，第5頁
42. ↑  邱志仁，《從「海賊窟」到「小上海」：布袋沿海地區經濟活動之變遷（約1560-1950）》，第84頁
43. ↑  邱志仁，《從「海賊窟」到「小上海」：布袋沿海地區經濟活動之變遷（約1560-1950）》，第38頁
44. ↑  邱志仁，《從「海賊窟」到「小上海」：布袋沿海地區經濟活動之變遷（約1560-1950）》，第62頁
45. ↑  邱志仁，《從「海賊窟」到「小上海」：布袋沿海地區經濟活動之變遷（約1560-1950）》，第69頁
46. ↑  邱志仁，《從「海賊窟」到「小上海」：布袋沿海地區經濟活動之變遷（約1560-1950）》，第75頁
47. ↑  邱志仁，《從「海賊窟」到「小上海」：布袋沿海地區經濟活動之變遷（約1560-1950）》，第78頁
48. ↑  邱志仁，《從「海賊窟」到「小上海」：布袋沿海地區經濟活動之變遷（約1560-1950）》，第86頁
49. ↑  邱志仁，《從「海賊窟」到「小上海」：布袋沿海地區經濟活動之變遷（約1560-1950）》，第88頁
50. ↑  鄭永常，〈晚明中國帆船的國際海洋性格：以《熱蘭遮城日誌》所載往來大員之戎克船來觀察〉，第236頁
51. ↑  林玉茹，〈番漢勢力交替下港口市街的變遷：以麻豆港為例（1624-1895）〉，第5頁
52. ↑  邱志仁，《從「海賊窟」到「小上海」：布袋沿海地區經濟活動之變遷（約1560-1950）》，第93頁
53. ↑  歐陽泰，《1624，顏思齊與大航海時代》，第163頁
54. ↑  李建緯，〈嘉義魍港太聖宮媽祖神像年代研究：從歷史、科學與風格分析〉，第8頁
55. ↑  邱志仁，《從「海賊窟」到「小上海」：布袋沿海地區經濟活動之變遷（約1560-1950）》，第95頁
56. ↑  陳佳慧、蔡元隆、張淑媚，〈憶「魍」情深布袋史：初探太聖宮魍港媽的集體記憶再現及其在鄉土教育之意涵〉，第7頁
57. ↑  李汝和，《清代駐台班兵考》，第68頁
58. ↑  蔡正華，《布袋港港口機能與地方發展關係之研究》，第50頁
59. ↑  邱志仁，《從「海賊窟」到「小上海」：布袋沿海地區經濟活動之變遷（約1560-1950）》，第104頁
60. ↑  呂淑梅，《陸島網絡: 台灣海港的興起》，第355頁
61. ↑  盧嘉興，〈蚊港與青峯闕考〉，第118頁
62. ↑  蔡正華，《布袋港港口機能與地方發展關係之研究》，第161頁
63. ↑  盧嘉興，〈蚊港與青峯闕考〉，第119頁
64. ↑  盧嘉興，〈蚊港與青峯闕考〉，第120頁
65. ↑  盧嘉興，〈蚊港與青峯闕考〉，第121頁
66. 1 2  陳佳慧、蔡元隆、張淑媚，〈憶「魍」情深布袋史：初探太聖宮魍港媽的集體記憶再現及其在鄉土教育之意涵〉，第8頁
67. ↑  陳佳慧、蔡元隆，〈村廟活動與鄉土教育之探究：以布袋太聖宮魍港媽的「海上會香」宗教活動為例〉，第42頁